# مدیریت دارایی
مدیریت دارایی (به انگلیسی: Asset management) به مجموعه‌ای از سامانه‌ها و فرآیندهای روش‌مند برای نگهداری، به‌کارگیری و توسعه دارایی‌های یک نهاد، شرکت یا گروه گفته می‌شود. در این چارچوب بیشتر، روش‌های مهندسی، با تجربیات و نظریه‌های اقتصادی ترکیب می‌شوند و با تکمیل این فرایند، ابزاری به وجود می‌آید که به‌صورت منظم و با روندی منطقی، در تصمیم‌گیری‌های آتی، به‌کار برده می‌شود. به عبارت دیگر، مدیریت دارایی چارچوبی را برای طراحی و پیاده‌سازی برنامه‌های بلندمدت و کوتاه‌مدت آینده یک گروه یا مجموعه مشخص می‌کند. استاندارد ایزو 55000 (ISO55000) به مدیریت دارایی اختصاص دارد که عموماً برای مدیریت دارایی‌های فیزیکی مورد استفاده قرار می‌گیرد.
به‌طور ساده هدف از این کار افزایش سود یا نرخ بازگشت یک مجموعه در جهت پیشبرد اهداف تعریف شده برای آن بر پایه امکانات و منابع موجود است. این روش ارزیابی‌های اقتصادی در سطوح مدیریت سرمایه‌گذاری‌های پروژه‌ای، شبکه‌ای و سامانه‌ای را با هم ترکیب می‌کند. اطلاعات حاصل از این روش به تصمیم‌گیری در جهت سرمایه‌گذاری‌های سودده آتی مجموعه مورد نظر کمک می‌کند. منظور از دارایی ممکن است دارایی اقتصادی یا دارایی فیزیکی باشد. مدیریت دارایی زیرساخت‌ها از نمونه‌های مهم مدیریت دارایی فیزیکی به‌شمار می‌آید. مدیریت دارایی با داده و تحلیل داده‌ها سروکار بسیاری دارد و تحلیل داده‌ها از ابزارهای مهم این حوزه است.

## مدیریت دارایی زیرساخت‌ها
از اواخر سده بیستم مدیریت دارایی زیرساخت‌ها به‌خصوص زیرساخت‌های شهری اهمیت ویژه‌ای پیدا کرده‌است و این به‌دلیل کامل‌شدن شبکه زیرساختی کشورهای توسعه‌یافته در سده بیستم است. در برخی کشورهای جهان از جمله کانادا شهرداری‌ها موظف به تهیه پلان مدیریت دارایی زیرساخت شهری هستند.